# Островень (Долж)
Островень, Островені (рум. Ostroveni) — село у повіті Долж в Румунії. Входить до складу комуни Островень.
Село розташоване на відстані 188 км на захід від Бухареста, 57 км на південь від Крайови.

## Населення
За даними перепису населення 2002 року у селі проживали 4060 осіб.
Національний склад населення села:
| Національність | Кількість осіб | Відсоток |
| -------------- | -------------- | -------- |
| румуни         | 3995           | 98,4%    |
| цигани         | 64             | 1,6%     |

Рідною мовою назвали:
| Мова      | Кількість осіб | Відсоток |
| --------- | -------------- | -------- |
| румунська | 4051           | 99,8%    |
| циганська | 8              | 0,2%     |